# بونيك
بونيك Bunnik  هي مدينة وبلدية بمقاطعة أوترخت بهولندا.

## طوبوغرافيا
خريطة طوبوغرافية هولندية لبلدية بونيك، سبتمبر 2014، (تقرأ بعد ثلاث نقرات على الخريطة).

## معرض صور

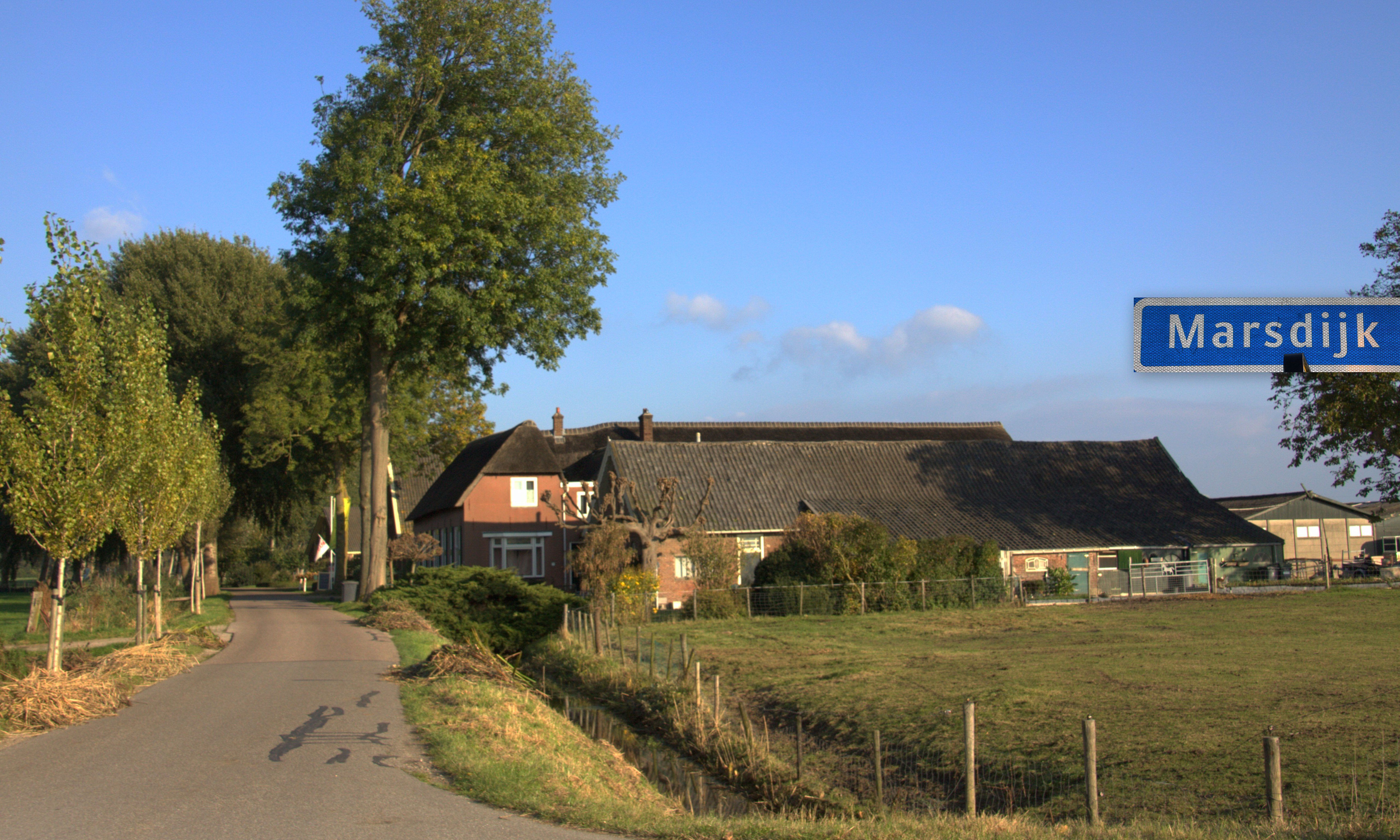
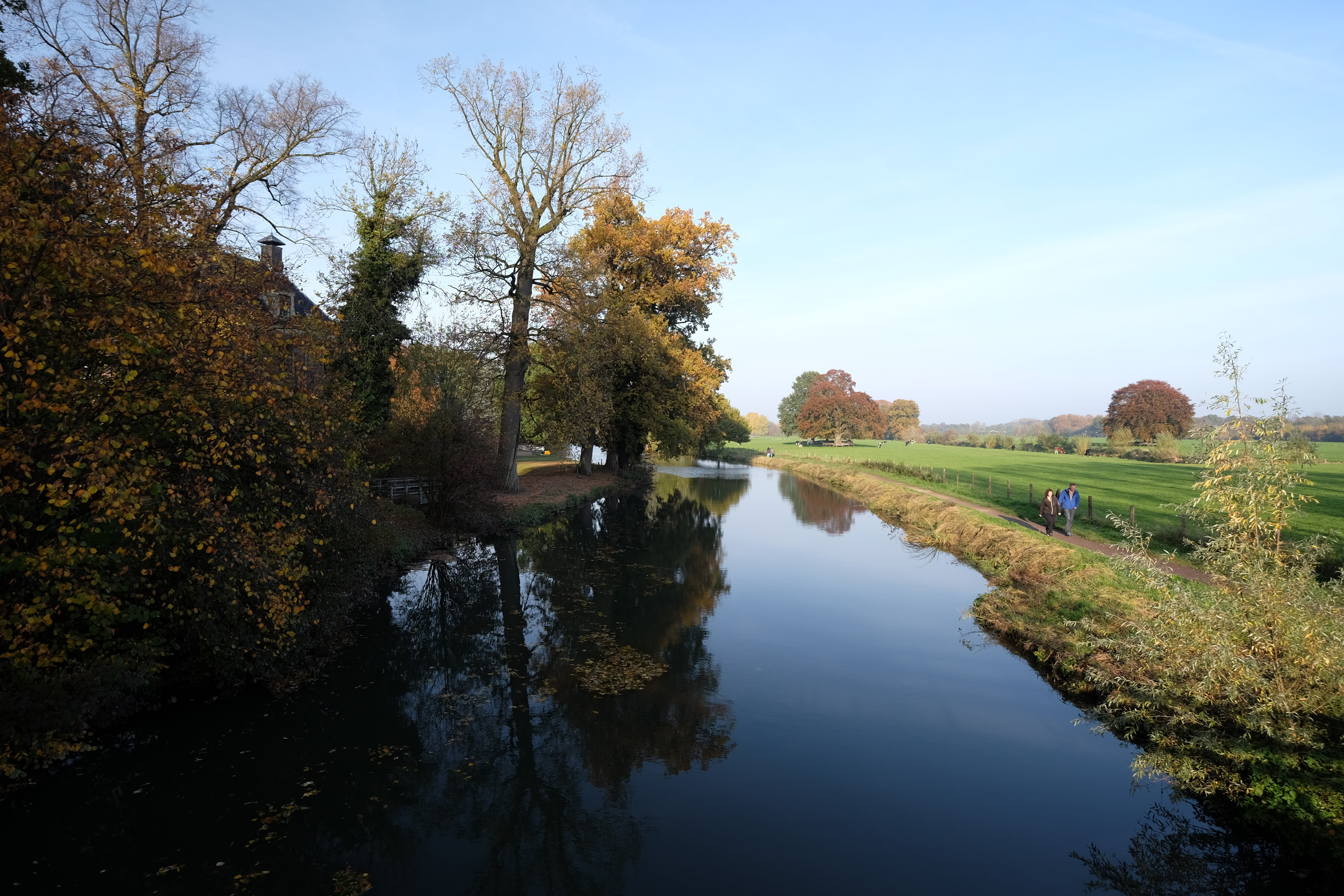
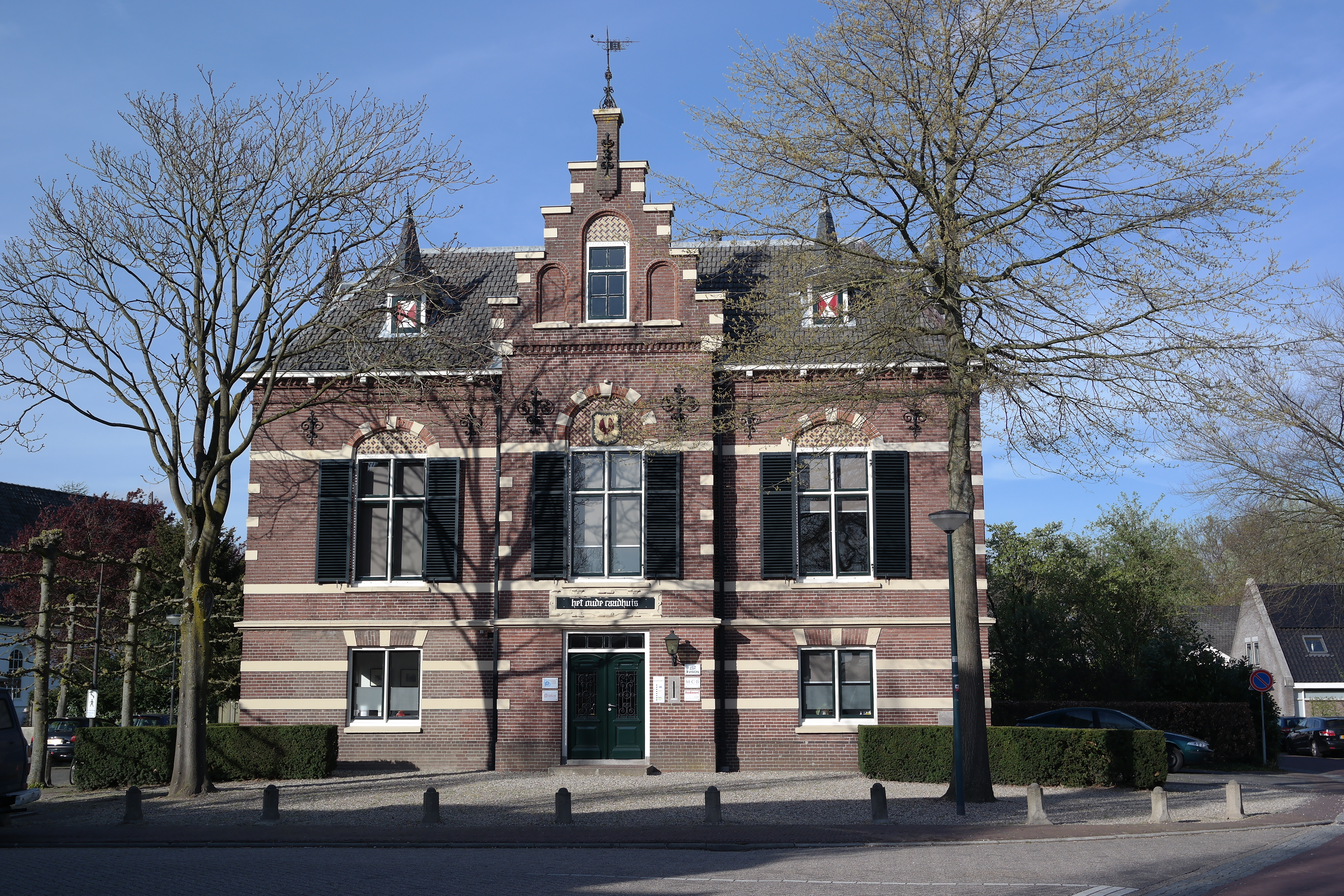
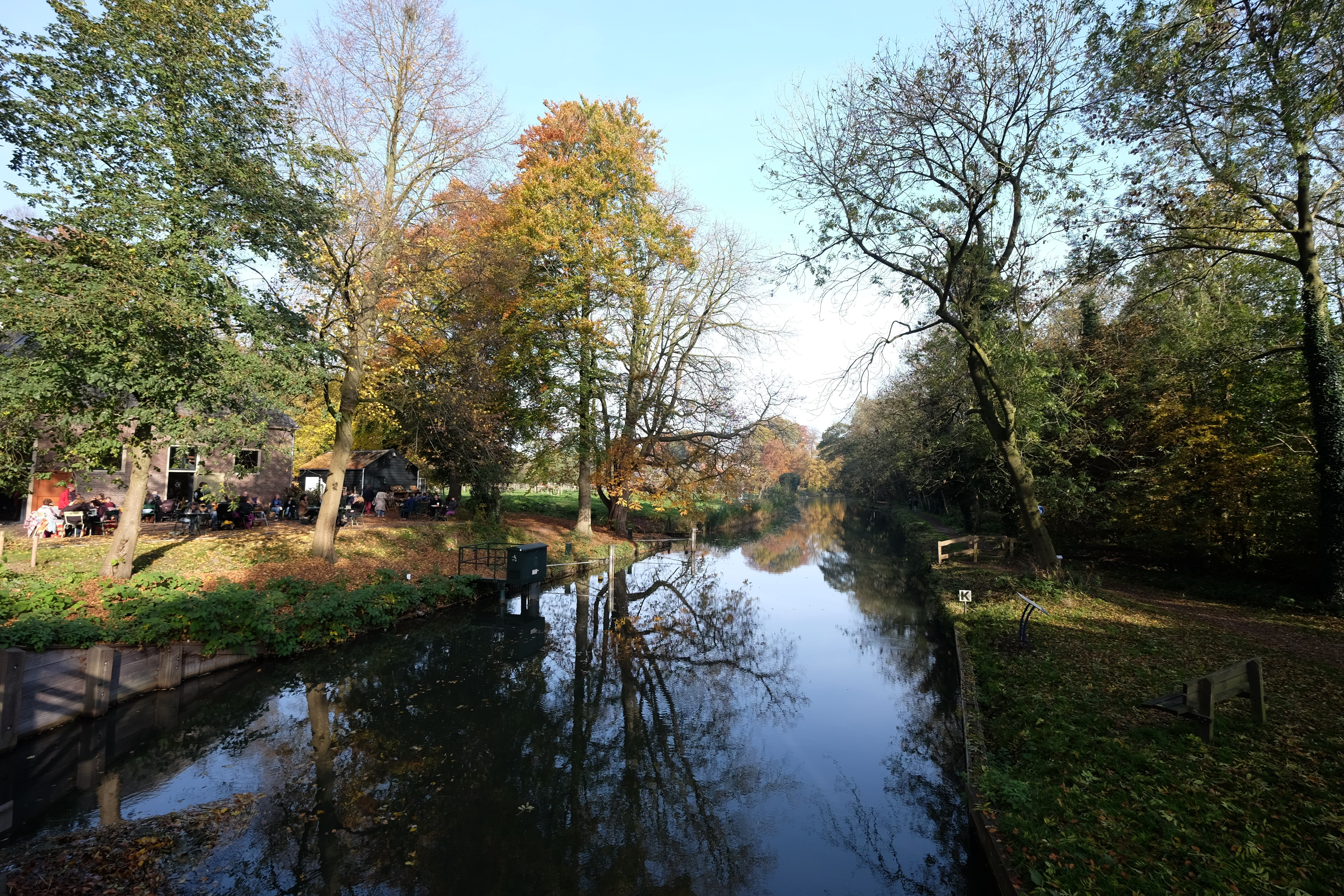

## أعلام
- كاتيا شاورمان
- ثيا بيكمان

## وصلات خارجية
- الموقع الرسمي